# Lespéron

Lespéron este o comună în departamentul Ardèche din sud-estul Franței. În 1 ianuarie 2022 avea o populație de 321 de locuitori.